# 9-1-1: Nashville
9-1-1: Nashville es una próxima serie de televisión de drama policial estadounidense que se estrenará a través de ABC el 9 de octubre de 2025. Es la segunda serie derivada de la franquicia 9-1-1, tras 9-1-1: Lone Star, que concluyó a principios de 2025. La serie es creada por Ryan Murphy, Tim Minear y Rashad Raisani, con Brad Falchuk y Angela Bassett también como productores ejecutivos.

## Premisa
Ambientada en Nashville, Tennessee, la serie sigue las vidas de los equipos de emergencia (incluidos bomberos, paramédicos y policías) que enfrentan situaciones que ponen en peligro sus vidas.

## Reparto y personajes
- Chris O'Donnell como el capitán Don Sharpe, un bombero veterano y ex jinete de rodeo que dirige una estación de bomberos de Nashville junto a su hijo Ryan.[2]
- Jessica Capshaw como Blythe Ward, la esposa de Don y madre de Ryan.[3][4]
- Hailey Kilgore como Taylor, una bombero que también es cantante.[5]
- Michael Provost como Ryan Sharpe, el hijo de Don, que es bombero y un vaquero moderno.[5]
- Juani Feliz como Roxie, una bombero adicta a la adrenalina y ex cirujana de trauma.[5]
- Hunter McVey como Blue Bennings, un bombero que es un tipo malo atormentado.[5]
- LeAnn Rimes como Dixie Bennings, la madre de Blue.
- Kimberly Williams-Paisley como Cammie Raleigh

## Producción

### Desarrollo
Tras la cancelación de 9-1-1: Lone Star, ABC anunció un pedido directo de serie para 9-1-1: Nashville en febrero de 2025. La decisión de ambientar la serie en Nashville estuvo influenciada por la peculiar cultura musical y el entorno escénico de la ciudad.

### Selección de reparto
El 17 de marzo de 2025, se anunció la incorporación de Chris O'Donnell al reparto. En abril, se anunció la incorporación de Jessica Capshaw. Al mes siguiente, se anunció la participación de LeAnn Rimes y Kimberly Williams-Paisley. En junio, se anunció la incorporación de Hailey Kilgore, Michael Provost, Juani Feliz y Hunter McVey como personajes principales de la serie.

## Emisión
La serie tiene previsto su estreno a través de ABC el 9 de octubre de 2025.